# 庞加莱度量
数学中，庞加莱度量（Poincaré metric），以昂利·庞加莱命名，描述了一个常负曲率二维曲面的度量张量。它是双曲几何和黎曼曲面中广为使用的自然度量。
在二维双曲几何中有三种广泛使用的等价表述。其中一个是庞加莱半平面模型，在上半平面上定义一个双曲空间模型。庞加莱圆盘模型在单位圆盘上定义了一个双曲空间模型。圆盘与上半平面通过一个共形映射联系，等距由莫比乌斯变换给出。第三个表述是在穿孔圆盘上，通常表示为与 q-类似（Q-analog）的关系，这种形式不同于前两种。

## 黎曼曲面上的度量概要
复平面上的度量可写成一般形式
{\displaystyle ds^{2}=\lambda ^{2}(z,{\overline {z}})\,dzd{\overline {z}}}
这里 λ 是 z 与 {\displaystyle {\overline {z}}} 的一个实正函数。复平面上曲线 γ 的长度为
{\displaystyle l(\gamma )=\int _{\gamma }\lambda (z,{\overline {z}})\,|dz|.}
复平面上子集 M 之面积是
{\displaystyle {\mbox{Area}}(M)=\int _{M}\lambda ^{2}(z,{\overline {z}})\,{\frac {i}{2}}dz\wedge d{\overline {z}},}
这里 {\displaystyle \wedge } 是用于构造体积形式的外积。度量的行列式等于 {\displaystyle \lambda ^{4}}，故而行列式的平方根是 {\displaystyle \lambda ^{2}}。复平面上的欧几里得体积形式为 {\displaystyle dx\wedge dy}，从而我们有   
{\displaystyle dz\wedge d{\overline {z}}=(dx+i\,dy)\wedge (dx-idy)=-2i\,dx\wedge dy.}
函数 {\displaystyle \Phi (z,{\overline {z}})} 称为度量的势能（potential of the metric），如果 
{\displaystyle 4{\frac {\partial }{\partial z}}{\frac {\partial }{\partial {\overline {z}}}}\Phi (z,{\overline {z}})=\lambda ^{2}(z,{\overline {z}}).}
拉普拉斯–贝尔特拉米算子为
{\displaystyle \Delta ={\frac {4}{\lambda ^{2}}}{\frac {\partial }{\partial z}}{\frac {\partial }{\partial {\overline {z}}}}={\frac {1}{\lambda ^{2}}}\left({\frac {\partial ^{2}}{\partial x^{2}}}+{\frac {\partial ^{2}}{\partial y^{2}}}\right).}
度量的高斯曲率由
{\displaystyle K=-\Delta \log \lambda ,}
给出，这个曲率是里奇数量曲率的一半。
等距保持角度与弧长。在黎曼曲面上，等距与坐标变换等价：即拉普拉斯-贝尔特拉米算子与曲率在等距下不变。从而，比如设 S 是一个黎曼曲面带有度量 {\displaystyle \lambda ^{2}(z,{\overline {z}})\,dzd{\overline {z}}} 而 T 是带有度量 {\displaystyle \mu ^{2}(w,{\overline {w}})\,dw\,d{\overline {w}}} 的黎曼曲面，则映射
{\displaystyle f:S\to T\,}
以及 {\displaystyle f=w(z)} 是等距当且仅当它是共形的以及
{\displaystyle \mu ^{2}(w,{\overline {w}})\;{\frac {\partial w}{\partial z}}{\frac {\partial {\overline {w}}}{\partial {\overline {z}}}}=\lambda ^{2}(z,{\overline {z}}).}
在这里，映射为共形的也就是条件
{\displaystyle w(z,{\overline {z}})=w(z),}
即
{\displaystyle {\frac {\partial }{\partial {\overline {z}}}}w(z)=0.}

## 庞加莱平面上的度量与体积元
庞加莱半平面模型中上半平面 H 的庞加莱度量张量为
{\displaystyle ds^{2}={\frac {dx^{2}+dy^{2}}{y^{2}}}={\frac {dzd{\overline {z}}}{y^{2}}},}
这里我们记 {\displaystyle dz=dx+i\,dy}。这个度量张量在 SL(2,R) 的作用下不变。这就是，如果我们记
{\displaystyle z'=x'+iy'={\frac {az+b}{cz+d}},}
对 {\displaystyle ad-bc=1}，则我们可算得
{\displaystyle x'={\frac {ac(x^{2}+y^{2})+x(ad+bc)+bd}{|cz+d|^{2}}},}
与
{\displaystyle y'={\frac {y}{|cz+d|^{2}}},}
无穷小变换为
{\displaystyle dz'={\frac {dz}{(cz+d)^{2}}},}
从而
{\displaystyle dz'd{\overline {z}}'={\frac {dz\,d{\overline {z}}}{|cz+d|^{4}}}.}
这样便清楚地表明度量张量在 SL(2,R) 的作用下不变。
不变体积元素为
{\displaystyle d\mu ={\frac {dx\,dy}{y^{2}}}.}
对 {\displaystyle z_{1},z_{2}\in \mathbb {H} } 度量为
{\displaystyle \rho (z_{1},z_{2})=2\tanh ^{-1}{\frac {|z_{1}-z_{2}|}{|z_{1}-{\overline {z_{2}}}|}},}
{\displaystyle \rho (z_{1},z_{2})=\log {\frac {|z_{1}-{\overline {z_{2}}}|+|z_{1}-z_{2}|}{|z_{1}-{\overline {z_{2}}}|-|z_{1}-z_{2}|}}.}

度量的另一个有用的形式是用交比给出。给定紧化复平面 {\displaystyle {\hat {\mathbb {C} }}=\mathbb {C} \cup \infty } 上任意四点 {\displaystyle z_{1},z_{2},z_{3}} 与{\displaystyle z_{4}}，交比定义为
{\displaystyle (z_{1},z_{2};z_{3},z_{4})={\frac {(z_{1}-z_{2})(z_{3}-z_{4})}{(z_{2}-z_{3})(z_{4}-z_{1})}}.}
那么度量用交比表示为
{\displaystyle \rho (z_{1},z_{2})=\ln(z_{1},z_{2}^{\times };z_{2},z_{1}^{\times }).}
这里 {\displaystyle z_{1}^{\times }} 与 {\displaystyle z_{2}^{\times }} 是端点，位于实数轴上，测地线连接 {\displaystyle z_{1}} 与 {\displaystyle z_{2}}。这些点是有顺序的故 {\displaystyle z_{1}} 位于 {\displaystyle z_{1}^{\times }} 与 {\displaystyle z_{2}} 之间。
这个度量张量的测地线是在两个端点处垂直于实轴的圆弧（的一段），即端点位于实轴的上半圆周。

## 从平面到圆盘的共形映射
上半平面可以共形地映到单位圆盘，用莫比乌斯变换
{\displaystyle w=e^{i\phi }{\frac {z-z_{0}}{z-{\overline {z_{0}}}}},}
这里单位圆盘上的点 w 对应于上半平面上的点 z。在这个映射中，常数 z0 可取上半平面上任何一点；这个点将映为圆盘的中心。实数轴 {\displaystyle \Im z=0} 映为单位圆盘的边界 {\displaystyle |w|=1}。实常数 {\displaystyle \phi } 将圆盘旋转任意一个角度。
典范映射是
{\displaystyle w={\frac {iz+1}{z+i}}}
将 i 映为圆盘的中心，0 映为圆盘的最低点。

## 庞加莱圆盘上的度量与体积元素
庞加莱圆盘模型里的庞加莱度量张量在单位圆盘 {\displaystyle U=\{z=x+iy:|z|={\sqrt {(x^{2}+y^{2})}}\leq 1\}} 上为
{\displaystyle ds^{2}={\frac {dx^{2}+dy^{2}}{(1-(x^{2}+y^{2}))^{2}}}={\frac {dz\,d{\overline {z}}}{(1-|z|^{2})^{2}}}.}
体积形式为
{\displaystyle d\mu ={\frac {dx\,dy}{(1-(x^{2}+y^{2}))^{2}}}={\frac {dx\,dy}{(1-|z|^{2})^{2}}}.}
对 {\displaystyle z_{1},z_{2}\in U} 的庞加莱度量为
{\displaystyle \rho (z_{1},z_{2})=2\tanh ^{-1}\left|{\frac {z_{1}-z_{2}}{1-z_{1}{\overline {z_{2}}}}}\right|.}
这个度量张量的测地线是在端点处正交于圆盘边界的圆弧。

## 穿孔圆盘模型
第二个将上半平面映成圆盘是 q-映射：
{\displaystyle q=exp(i\pi \tau )}

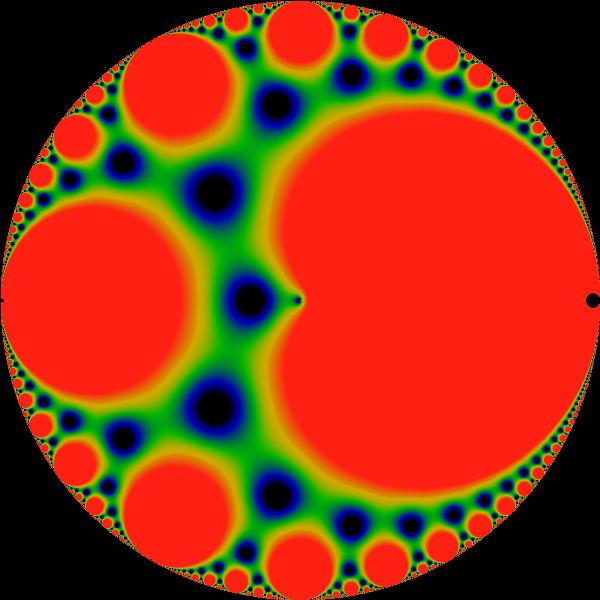
穿孔圆盘坐标上的 J-不变量（J-invariant）；这是 nome 的一个函数。

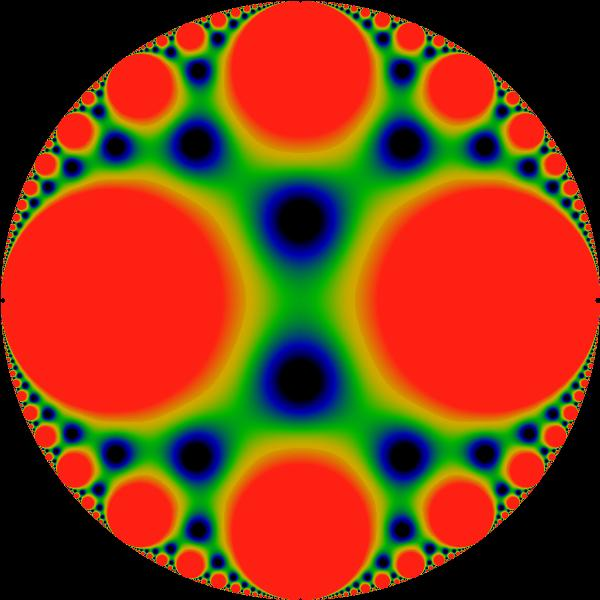
庞加莱圆盘坐标上的 J-不变量；注意这个圆盘比文中给出的典范坐标旋转了90度。

这里 q 是 nome（Nome），{\displaystyle \tau } 是半周期比例（half-period ratio）。在上一节的记号中，{\displaystyle \tau } 是上半平面 {\displaystyle \Im \tau >0} 的坐标。这个映射映到穿孔圆盘，因为值 q=0 不在映射的像中。
上半平面的庞加莱度量在 q-圆盘上诱导一个度量
{\displaystyle ds^{2}={\frac {4}{|q|^{2}(\log |q|^{2})^{2}}}dqd{\overline {q}},}
度量的势能是
{\displaystyle \Phi (q,{\overline {q}})=4\log \log |q|^{-2}.}

## 施瓦茨引理
庞加莱度量在调和函数上距离减小。这是施瓦茨引理的一个推广，称为施瓦茨-阿尔福斯-皮克定理（Schwarz-Alhfors-Pick theorem）。

## 引用
- Hershel M. Farkas and Irwin Kra, Riemann Surfaces (1980), Springer-Verlag, New York. ISBN 0-387-90465-4.
- Jurgen Jost, Compact Riemann Surfaces (2002), Springer-Verlag, New York. ISBN 3-540-43299-X (See Section 2.3).
- Svetlana Katok, Fuchsian Groups (1992), University of Chicago Press, Chicago ISBN 0-226-42583-5 (Provides a simple, easily readable introduction.)